# Opus slečny Lízy
Opus slečny Lízy (v anglickém originále Mr. Lisa's Opus) je 8. díl 29. řady (celkem 626.) amerického animovaného seriálu Simpsonovi. Scénář napsal Al Jean a díl režíroval Steven Dean Moore. V USA měl premiéru dne 3. prosince 2017 na stanici Fox Broadcasting Company a v Česku byl poprvé vysílán 26. února 2018 na stanici Prima Cool.

## Děj
Počátek dílu je zasazen do doby před 7 lety. Malá Líza se probouzí a říká Homerovi, že je den. Homer si uvědomí, že je geniální, a obdivuje ji, čímž urazí Barta, který mu chtěl ukázat kresbu, ale místo toho ho bodne tužkou do nohy.
O 17 let později píše Líza esej k přihlášce na Harvardovu univerzitu a začne přemýšlet o své minulosti, zatímco její bratr, nyní dvacetiletý Bart, je zklamáním a stále žije s rodiči.
Líza začíná esej svými sedmými narozeninami. Rodina a její učitelka, paní Mylesová, na její narozeniny zapomněla, přičemž Mylesová ji pošle k řediteli Skinnerovi poté, co se rozesmutní nad tím, že slaví narozeniny Huberta Wonga, ale na její zapomněli. Homer si pro ni přijde a konečně si vzpomene, že má narozeniny, a po příchodu domů zjistí, že Ned Flanders nezapomněl a daruje jí tříkolku. Rodina oslaví její narozeniny miskou cereálií s mlékem a svíčkami.
Dalšího roku na její narozeniny opět zapomněli.
Dále Líza píše, jak se manželství Homera a Marge málem rozpadlo v den jejích 14. narozenin. Rodina si tentokrát vzpomněla, a přivedli Leona Kompowského, aby jí zazpíval, zatímco Homer přinese dort s nápisem „Všechno nej ke tvým dvanáctým narozeninám“. Homera zaskočí, když jej Líza opraví. Poté, co se Líza vrátí domů ze školy, uloží některé své dárky ze školy do Marginy skříně a objeví neotevřený dopis pro Homera, v němž Marge píše, že ho opouští a otevírá si penzion.
U večeře se Marge na Homera rozzlobí, že před dětmi tolik pije, a pošle ho k Vočkovi. Marge se jde vyplakat do kuchyně a Líza je připravena jednat. Jde Homera varovat, že se ho Marge chystá opustit, a žádá ho, aby přestal pít. Homer zavolá svému sponzorovi Nedovi, aby mu s odvykáním pomohl. Podaří se mu to a manželství je zachráněno.
Líza pošle svou esej na Harvard, kde její esej považují za banální, ale přesto ji přijmou díky jejím skvělým známkám a mimoškolním aktivitám, čímž se stane první studentkou ze Springfieldu. Vyšlou k Líze dron, který jí oznámí její přijetí. Přiletí i drony jiných škol, dron z Harvardu ale ostatní zničí.
O 10 let později se vydá na vysněný Harvard a ubytuje se, ale hned první den není šťastná, zvlášť když jí její nová spolubydlící dává najevo, že je horší než ona. Při procházce ji Bart povzbudí, řekne jí, že tam patří, a nabádá ji, aby na ni byli jejich rodiče pyšní. Když se vrací do svého nového pokoje a připravuje se na nový život, potkává také druhou spolubydlící, která trucuje, že ve svém vlastním životě není dost dobrá. Líza ji utěšuje a obě zjišťují, že mají mnoho společného. Líza zjistí, že tato nová kamarádka jí život na vysoké škole značně zpříjemní, protože si s ní díky společným zájmům bude rozumět, přičemž je naznačeno, že mezi nimi možná bude i „něco víc“.
Líza ve voiceoveru vypráví, že od této chvíle už nikdy nepochybovala, že je dost dobrá. Poté je ukázána koláž scén z celého jejího života, která se vrací zpátky na začátek dílu, kdy ji Homer obdivuje. Homer a Marge zpívají verzi písně „Those Were the Days“ a Líza se k nim přidá. Do domu vstupuje Norman Lear a říká Homerovi a Marge, že se s nimi setká u soudu.
Během titulků je zobrazena prohlídka Springfieldu, při které zazní závěrečná znělka z All in the Family a na propagační vzducholodi piva Duff se zobrazí nápis: „Zůstaňte na příjmu – následuje Simpson a syn“.

## Přijetí
Dennis Perkins z webu The A.V. Club udělil dílu hodnocení C a napsal: „Jeanův scénář nás posílá za různě starými Lízami napříč lety, aniž by to mělo skutečný smysl nebo efekt. Je zde několik sladkých momentů, které vynikají spíše svou náhlou lidskostí tváří v tvář triku, stejně jako svým emocionálním dopadem.“
Tony Sokol, kritik Den of Geek, ohodnotil díl 4,5 hvězdičkami z 5 s komentářem: „Opus slečny Lízy je epická komediální filmová parodie, podobná, ale vtipnější v jednotlivých replikách než Bartovo chlapectví z minulé řady. Dokonce i krátký gag o věčné bitvě nabývá historické relevance. Epizoda má sice svou melasu [horší pasáž], ale Al Jean ji stříhá s brilantní subverzí.“
Opus slečny Lízy dosáhl ratingu 1,7 s podílem 6 a sledovalo jej 4,28 milionu lidí, čímž se umístil na první příčce nejsledovanějších pořadů toho večera na stanici Fox.